# Willy Falck Hansen
Willy Falck Hansen (Helsingør, 4 aprile 1906 – Brașov, 18 marzo 1978) è stato un pistard danese, campione olimpico nel chilometro a cronometro ai Giochi di Amsterdam 1928.

## Carriera
Da dilettante vinse tre medaglie olimpiche nel ciclismo su pista, l'argento ai Giochi di Parigi 1924 nel tandem e l'oro nel chilometro a cronometro e il bronzo nella velocità ai Giochi di Amsterdam 1928. Sempre tra i dilettanti vinse un titolo mondiale nella velocità a Budapest nel 1928 (fu argento l'anno prima nella stessa specialità).
Passato professionista nel 1929, due anni dopo si aggiudicò il titolo mondiale della velocità a Copenaghen. Nel 1934 vinse anche la Sei giorni di Copenaghen in coppia con Viktor Rausch. In carriera ottenne anche diciassette titoli nazionali nella velocità, quattro da dilettante e tredici da professionista, e uno nella 10 chilometri.

## Palmarès
- 1928 (Dilettanti)

Campionati del mondo, Velocità Dilettanti
Giochi olimpici, Chilometro a cronometro
- 1931

Campionati del mondo, Velocità Professionisti
- 1934

Sei giorni di Copenaghen (con Viktor Rausch)

## Piazzamenti

### Competizioni mondiali
- Campionati del mondo

Colonia 1927 - Velocità Dilettanti: 2º
Budapest 1928 - Velocità Dilettanti: vincitore
Copenaghen 1931 - Velocità Professionisti: vincitore
- Giochi olimpici

Parigi 1924 - Velocità: eliminato ai quarti
Parigi 1924 - Tandem: 2º
Parigi 1924 - Inseguimento a squadre: 6º
Parigi 1924 - 50 chilometri: ritirato
Amsterdam 1928 - Velocità: 3º
Amsterdam 1928 - Chilometro a cronometro: vincitore